# James Elmer Mitchell
James Elmer Mitchell (1952) è uno psicologo statunitense, ex membro dell'Aeronautica degli Stati Uniti.
Dopo il ritiro dalle Forze Armate, fondò la società Mitchell Jessen and Associates che fa il 2002 e il 2009 ricevette dalla CIA un contratto da 81 milioni di dollari per occuparsi del debriefing dei detenuti, per ideare e sperimentare forme legalizzate di tortura, chiamate tecniche di interrogatorio avanzate.

## Biografia
Elmer Mitchell si unì all'Aeronautica nel 1975 e fu di stanza per la prima volta in Alaska, dove fu addestrato a disarmare gli ordigni inesplosi, prestando servizio anche come negoziatore di ostaggi presso la base aeronautica di Sant'Antonio nel Texas.
All'inizio degli anni '80, lasciò l'Aeronautica  per conseguire un master in psicologia all'Università dell'Alaska, al quale seguì un dottorato in psicologia all'Università della Florida del Sud nell' '86, con una tesi sperimentale che comparava l'effetto combinato della dieta e dell'esercizio fisico nel controllo dell'ipertensione.
Mitchell tornò a collaborare con l'Aeronautica Militare e nel 1988 divenne capo del dipartimento di psicologia presso la scuola di sopravvivenza dell'Aeronautica Militare, che aveva sede nella Base Aerea di Fairchild, a Spokane, nello Stato di Washington. Succedette a Bruce Jessen, che era divenuto docente in una scuola avanzata di addestramento alla sopravvivenza, istituita all'interno della stessa base.   Mitchell ebbe il compito di supervisionare gli addestratori che ricoprivano il ruolo di ufficiali del nemico incaricati di interrogare i soldati durante le esercitazioni del corso di sopravvivenza, evasione, resistenza e fuga (SERE).
Nel '96, Mitchell divenne lo psicologo di un'unità del comando delle operazioni speciali dell'aeronautica militare a Fort Bragg, nella Carolina del Nord. A metà del 2001, fu congedato dall'esercito col grado di tenente colonnello.

## Contractordella CIA
Dopo gli attentati dell'11 settembre 2001, la CIA chiese a Mitchell di sviluppare un programma di interrogatorio, basato su quelli che si riteneva fossero documenti di al-Qaeda sulla resistenza agli interrogatori. Mitchell e Jessen raccomandarono l'uso del SERE (Survival, Evasion, Resistance and Escape), che sarebbe stato retroingegnerizzato a per ottenere informazioni dai prigionieri. In seguito fu riferito che Mitchell aveva personalmente praticato la tortura del waterboarding nei confronti di Khalid Shaykh Muhammad.
Ciononostante, nel 2005, Mitchell e Bruce Jessen formarono una società chiamata Mitchell Jessen and Associates, con uffici a Spokane e Virginia e in altri cinque soci, quattro dei quali avevano partecipato al programma di addestramento militare SERE. Nel 2007, la società dava lavoro a circa 60 persone, fra le quali vi erano l'ex interrogatore della CIA Deuce Martinez, Karen Gardner, un ex ufficiale di addestramento presso l'FBI Academy, e Roger Aldrich, un addestratore ritenuto una "leggenda" nel campo della sopravvivenza militare.
Nell'aprile 2009, la CIA decise di rescindere il contratto con la società Mitchell e Jessen, dopo aver pagato 81 milioni di dollari rispetto a un preventivo autorizzato di 180 mln. L'ispettore generale della CIA concluse che non vi erano ragioni scientifiche per ritenere che il programma progettato da Mitchell fosse sicuro dal punto di vista medico o che avrebbe potuto fornire informazioni affidabili. La CIA si accordò con la controparte per una copertura legale addizionale pari ad importo minimo di $ 5 milioni.
L'identità di Mitchell nel programma degli interrogatori fu resa pubblica da Vanity Fair nel 2007 e ulteriormente analizzata dal New York Times due anni più tardi.  In un'intervista rilasciata nel 2014 al settimanale The Guardian, Mitchell difese la legalità del il programma e del suo ruolo, lamentando che l'esercizio del suo diritto di difesa fu gravemente limitato da un accordo di riservatezza che lo impegnava nei confronti del governo. Nel 2016, diede alle stampe il libro intitolato Enhanced Interrogation (scritto con il coautore Bill Harlow), ricco di maggiori dettagli e informazioni di base maggiormente circostanziate.
Nel 2015, la Consigliera per la sicurezza nazionale Susan Rice chiese alla CIA di valutare l'efficacia delle tecniche di interrogatorio potenziate (EIT). La CIA predispose un prospetto di sintesi delle informazioni-chiave raccolte dopo l'applicazione di tecniche di interrogazione (non meglio specificate). La CIA ritiene che le informazioni acquisite durante gli interrogatori citati nella sintesi sia stata una delle ragioni principali per le quali dopo l'11 settembre Al-Queda non riuscì a ripetere una seconda volta attacchi simili contro obiettivi occidentali.

## Rapporto del Comitato di sorveglianza sull'intelligence del Senato USA
Il 9 dicembre 2014, il Select Committee on Intelligence del Senato degli Stati Uniti pubblicò un rapporto che confermava l'uso della tortura e delle tecniche SERE durante gli interrogatori e il pagamento di 81 milioni di dollari ai suoi sviluppatori, a fronte di un contratto di valore potenziale superiore a 180 milioni. L'emittente NBC News identificò gli appaltatori, citati nel rapporto mediante degli pseudonimi, come Mitchell, Jessen & Associates di Spokane, Washington, una società gestita da due psicologi, John "Bruce" Jessene e James Mitchell. Jessen era stato uno psicologo senior presso il Dipartimento della Difesa dove insegnava alle forze speciali metodi di resistenza e sopportazione prolungata delle torture. Il rapporto del comitato di intelligence afferma testualmente che l'appaltatore "sviluppò l'elenco di tecniche di interrogatorio avanzate e condusse personalmente interrogatori su alcuni detenuti illustri della CIA, impiegando tali tecniche. Gli appaltatori valutarono anche se lo stato psicologico dei detenuti consentisse un uso continuo delle tecniche, anche nei confronti di alcuni detenuti che essi stessi stavano interrogando o avevano interrogato". La società Mitchell, Jessen & Associates ideò un "menu" di 20 tecniche avanzate tra cui waterboarding, privazione del sonno e posizioni di stress. Il consigliere di recitazione della CIA, descritto nel suo libro Company Man, che le tecniche avanzate erano "sadiche e terrificanti".
Il rapporto afferma che Mitchell "aveva esaminato la ricerca sull'impotenza indotta/appresa, per la quale gli individui potevano diventare passivi e depressi in reazione ad eventi avversi e/o incontrollabili. Teorizzò che la produzione di un simile stato avrebbe potuto incoraggiare un detenuto a cooperare e fornire informazioni". 

Quando fu contattato in merito al suo ruolo nel controverso programma all'indomani della pubblicazione del rapporto, Mitchell confermò di aver firmato un accordo di non divulgazione con il governo, che non gli consentiv né di confermare né negare il proprio coinvolgimento.
Nel 2010, lo psicologo Jim LH Cox presentò un esposto formale contro Mitchel per grave violazione della deontologia presso l'ordine degli psicologi del Texas, nel quale quest'ultima risultava regolarmente iscritto e abilitato alla professione, in quanto aveva collaborato con la CIA allo sviluppo "tecniche avanzate di interrogatorio [alias, tortura]". Sebbene Mitchell non fosse membro dell'associazione, l'American Psychological Association (APA) trasmise una lettera al Board of Examiners of Psychologists dello Stato del Texas, nella quale sosteneva che le azioni di Mitchell documentate dal querelante erano "palesemente non etiche" e che una policy regolamentare dell'APA in vigore da anni vietava tassativamente agli psicologi di essere coinvolti "in qualsiasi forma di tortura o in altri tipi di trattamenti o pene crudeli, degradanti o disumane"." L'APA giustificò il proprio intervento affermando che "le accuse avanzate nella denuncia e quelle che sono nel dossier pubblico a carico del Dr. Mitchell sono semplicemente di una tale gravità e, se vere, una violazione talmente grave dell'etica professionale, che abbiamo ritenuto necessario agire". Quando gli fu chiesto conto delle accuse, Mitchell definì la denuncia diffamatoria e "piena di dettagli inventati, falsità, distorsioni e inesattezze".
Il 10 febbraio 2011, il direttivo dell'Associazione respinse il reclamo contro Mitchell, affermando che non esistevano prove sufficienti per dimostrare che Mitchell avesse violato le regole (interne).

## Vita privata
Mitchell, che è in pensione e vive a Land O 'Lakes, in Florida trascorre il suo tempo libero in kayak, rafting e arrampicata. Si descrive come un ateo e un sostenitore di Amnesty International.